# Éterpigny, Somme

Éterpigny este o comună în departamentul Somme, Franța. În 1 ianuarie 2022 avea o populație de 168 de locuitori.